# Richard Lydekker
Richard Lydekker (ur. 25 lipca 1849, zm. 16 kwietnia 1915) – angielski przyrodnik, geolog i autor wielu książek z dziedziny historii naturalnej. Członek Royal Society, Geological Society of London i Zoological Society of London.

## Biografia
Richard Lydekker urodził się w Tavistock Square w Londynie. Jego ojciec, Gerard Wolfe Lydekker, był prawnikiem, miał holenderskie korzenie. Rodzina przeniosła się do Harpenden Lodge wkrótce po narodzinach Richarda. Lyddeker od 1867 roku kształcił się w Trinity College w Cambridge, gdzie w 1872 roku uzyskał bakalaureat z historii naturalnej. W 1874 roku dołączył do Geological Survey of India i prowadził badania z zakresu paleontologii kręgowców w północnych Indiach (szczególnie w Kaszmirze). Pozostał na tym stanowisku aż do 1882 roku. W Indiach skupił się na badaniach nad palaeofauną Siwaliku, które zostały opublikowane na łamach „Palaeontologia Indica”. W latach 1882–1896 był kustoszem zbiorów paleontologicznych w Muzeum Historii Naturalnej w Londynie, gdzie odpowiadał za katalogowanie kopalnych ssaków, gadów i ptaków, które opisał w Catalogue (10 tomów, 1891).
Lydekker opisał i nazwał różne taksony, w tym mangabę złotobrzuchą (Cercocebus chrysogaster), nialę górską (Tragelaphus buxtoni), czy rodzinę nietoperzy – płatkonosowate (Hipposideridae). Nazwy systematyczne taksonów, które Lydekker jako pierwszy opisał naukowo są oznaczane skrótem „Lydekker”. Na jego cześć nazwano m.in.: lori szarego (Loris lydekkerianus).
W 1882 roku poślubił Lucy Marianne Davys, córkę pastora z Wheathampstead.
Członek Royal Society (od 1894), Geological Society od London (od 1883) i Zoological Society of London (od 1880).

## Biogeografia

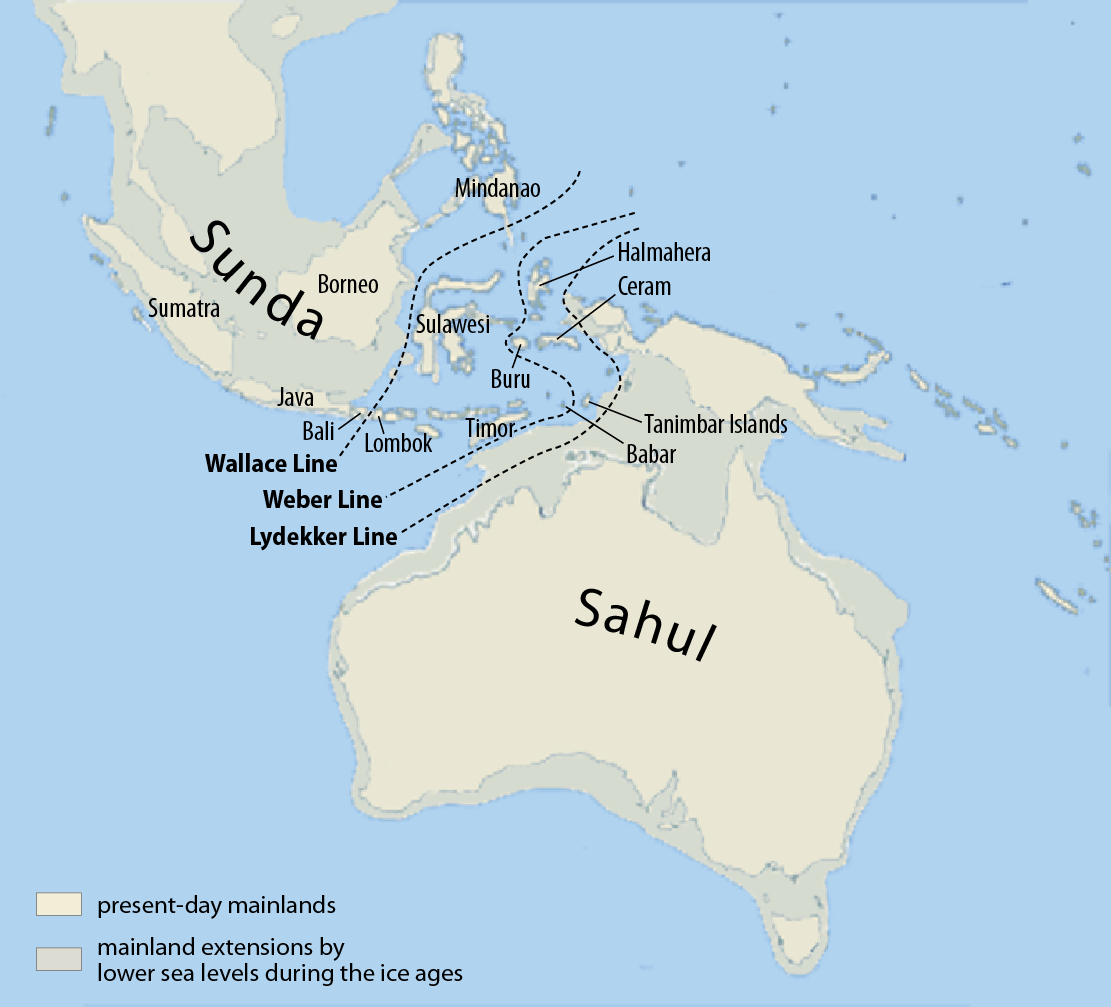
Mapa ukazująca linię Lydekkera w odniesieniu do linii Wallace’a i Webera, a także prawdopodobny zasięg lądu w czasie maksimum ostatniego zlodowacenia, gdy poziom morza był ponad 110 m niższy niż współcześnie

Lydekker wywarł wpływ na światową biogeografię. W 1895 roku wyznaczył biogeograficzną granicę przez Indonezję, znaną jako linia Lydekkera, która oddziela region zwany Wallacea na zachodzie od Australii-Nowej Gwinei na wschodzie. Za nią wyłania się krawędź Sahulu, obszaru płytkiej wody od Nowej Gwinei po Australię, z Wyspami Aru na jego zachodniej krawędzi. Wraz z linią Wallace’a i linią Huxleya wskazuje na wyraźny wpływ geologii na biogeografię regionu, czego nie widać tak wyraźnie w innych częściach świata.

## Pierwsza kukułka
Lydekker rozbawił opinię publiczną dwoma listami napisanymi do „The Timesa” w 1913 roku, w których pisał, że 6 lutego słyszał kukułki, co było sprzeczne z informacjami zawartymi w książce Williama Yarrella A History of British Birds (1843), w której autor pisał jakoby było wątpliwe, by ptaki te mogły wrócić przed kwietniem. W drugim liście, napisanym sześć dni później, 12 lutego 1913 roku, przyznał, że „głos ten wydał pomocnik murarza”. Listy z doniesieniami o pierwszej kukułce stały się tradycją w gazecie.

## Wyróżnienia
Lydekker otrzymał w 1902 roku od Geological Society of London Medal Lyella.

## Prace

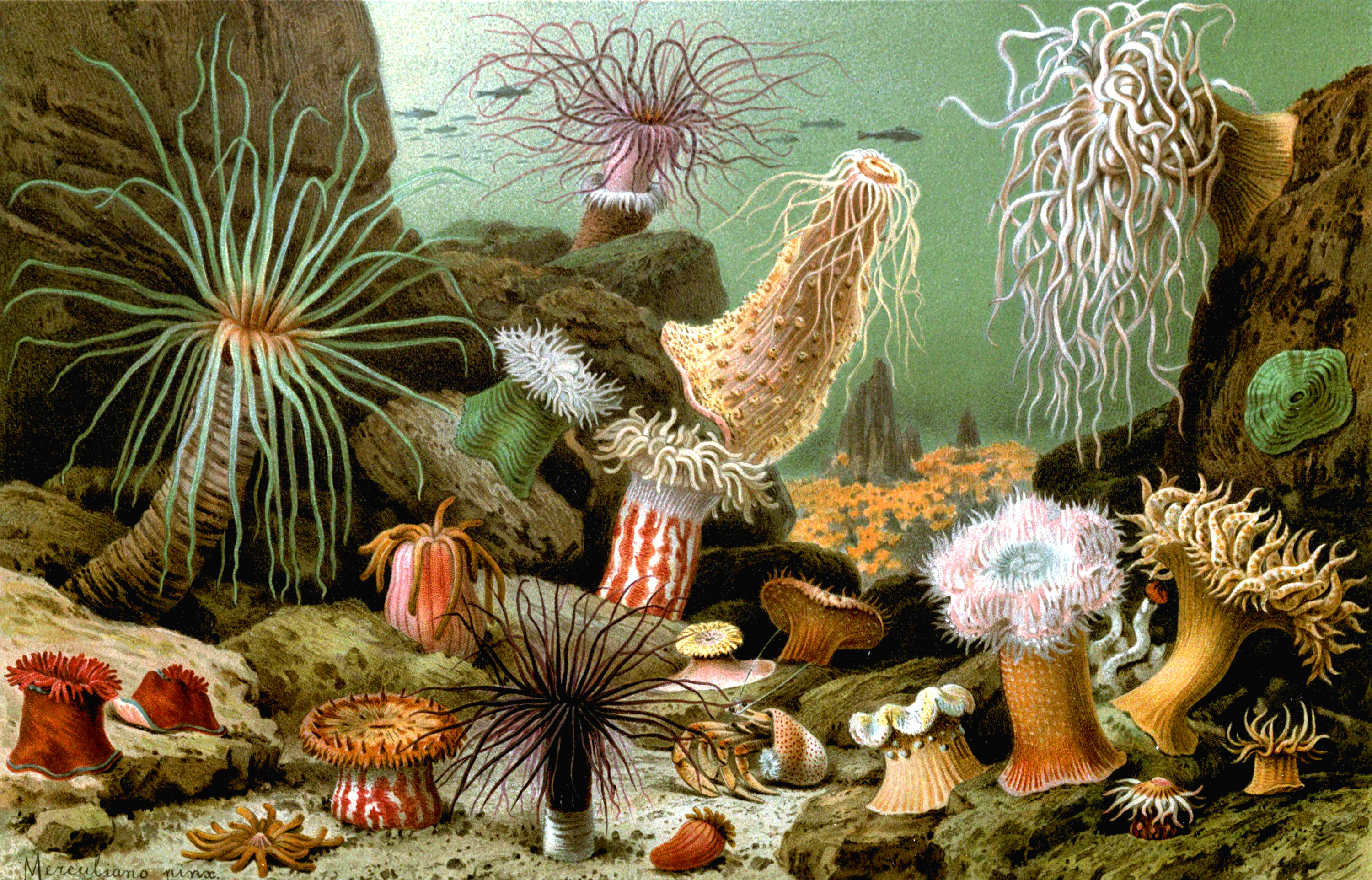
Ukwiały autorstwa Giacomo Merculiano w pracy Lydekkera z 1893 The Royal Natural History

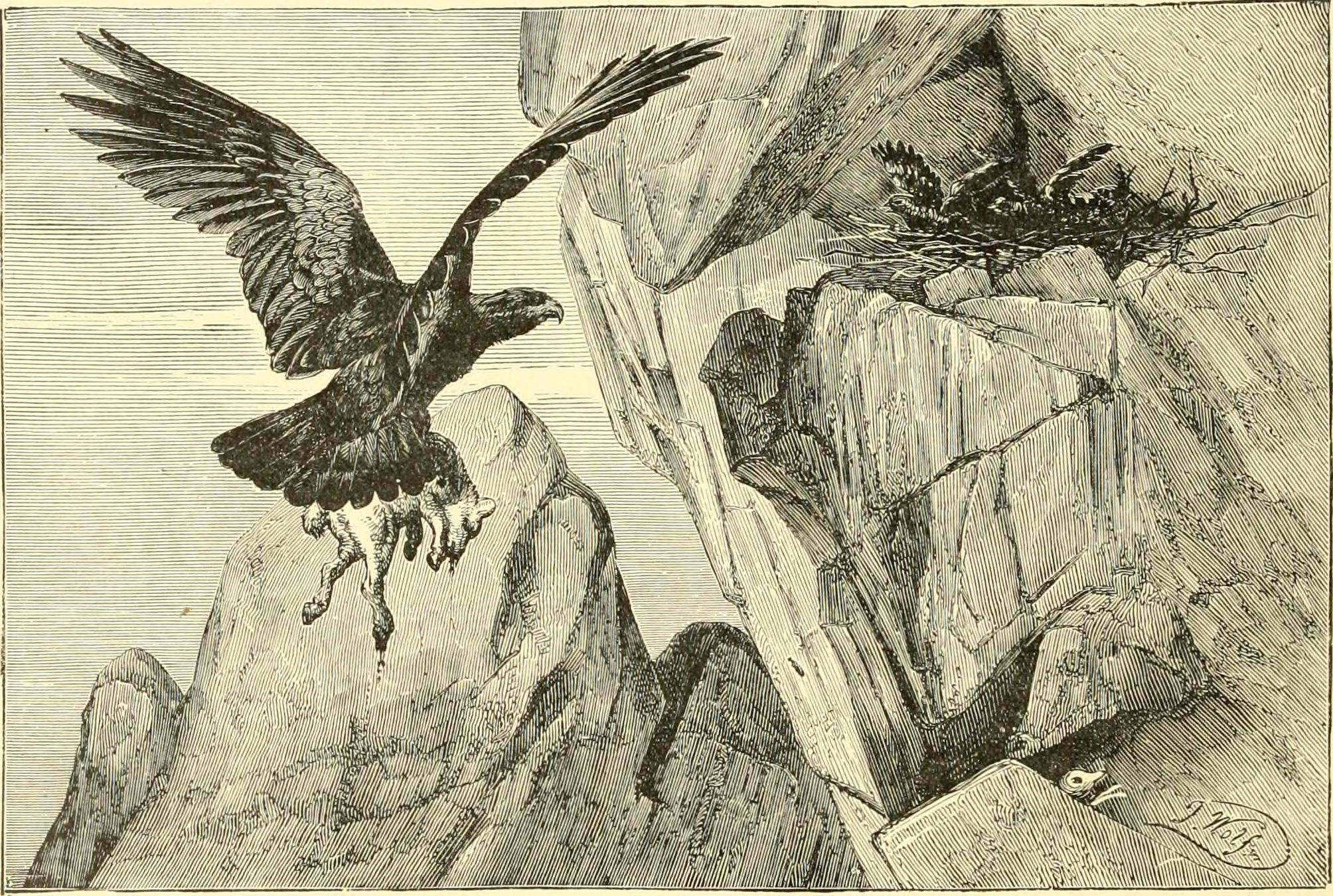
Orzeł przedni powracający z ofiarą do gniazda, w The Royal Natural History

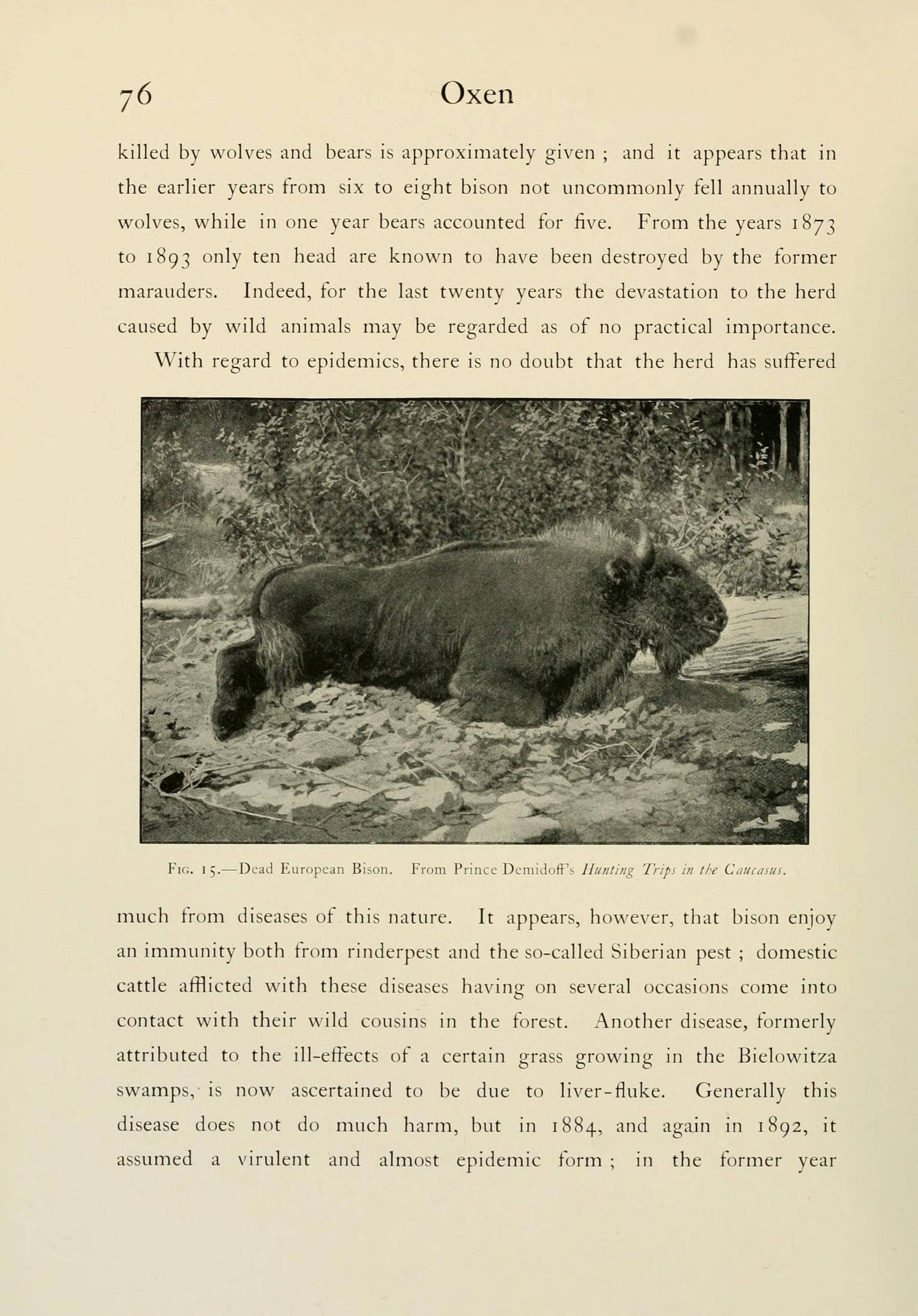
Strona 76 książki Wild Oxen, Sheep & Goats of all Lands, Living and Extinct ze zdjęciem zastrzelonego żubra kaukaskiego

- Catalogue of the Fossil Mammalia in the British Museum (Natural History), 5 vols. (1885–1887)
- A Manual of Palaeontology (wraz z Henrym Alleyne’em Nicholsonem, 2 vols., 1889)
- Phases of Animal Life[12] (1892)
- The Royal Natural History[13][14] (wraz z W. H. Flowerem), 6 vols., 12 sec. (1893–1896)
- A Hand-book to the Marsupialia and Monotremata (1894)
- Life and Rock: A Collection of Zooogical and Geological Essays (1894)
- A Geographical History of Mammals (1896)
- A Hand-book to the British Mammalia (1896)
- A Handbook to the Carnivora: part 1 : cats, civets, and mongooses (1896)
- The Deer of all Lands: A history of the family Cervidae, living and extinct (1898)
- Wild Oxen, Sheep & Goats of all Lands, Living and Extinct (1898)
- The Wild Animals of India, Burma, Malaya, and Tibet[15] (1900)
- The great and small game of Europe, western & northern Asia and America (1901)
- The New Natural History 6 vols. (1901)
- Living Races of Mankind: A popular illustrated account of the customs, habits, pursuits, feasts, and ceremonies of the races of mankind throughout the world, 2 vols. (1902)[16], wraz z Henrym Neville’em Hutchinsonem i Johnem Walterem Gregorym
- Mostly Mammals: Zoological Essays (1903)
- Guide to the Gallery of Reptilia and Amphibia in the British museum (1906)
- Sir William Flower (1906)
- The Game Animals of India, Burma, Malaya, and Tibet (rev. ed.) (1907)
- Guide to the Great Game Animals (Ungulata) in British Museum (1907)
- Guide to the Specimens of the Horse Family (Equida) in British Museum (1907)
- The Game Animals of Africa[17] (1908)
- A Guide to the Domesticated Animals (other than horses) (1908)
- Guide to the Whales, Porpoises, and Dolphins (order Cetacea) (1909)
- Wiele artykułów w Encyclopadii Britannica, 1911
- Animal Portraiture (1912)[18]
- The Horse and its Relatives (1912)
- The Sheep and its Cousins (1912)
- Catalogue of the heads and horns of Indian big game bequeathed by A. O. Hume ... to the British Museum (Natural History) (1913)
- Catalogue of the ungulate mammals in the British Museum (Natural History) 5 vols. (1913–1916)
- Wild life of the World: a descriptive survey of the geographical distribution of animals 3 vols. (1916)